# T’Pau
T’Pau (Тэ-па́у, [təˈpaʊ]) — британская музыкальная группа.
В конце 1980-х годов коллектив выпустил серию синглов, попадавших в Британии в первую сороковку. Самые известные из них — «China in Your Hand», «Heart and Soul» и «Valentine». Группа распалась в начале 1990-х годов, хотя солистка Кэрол Декер и продолжает иногда выступать под именем группы одна.

## Дискография
- См. «T'Pau (band) § Discography» в английском разделе.